# 岩木山

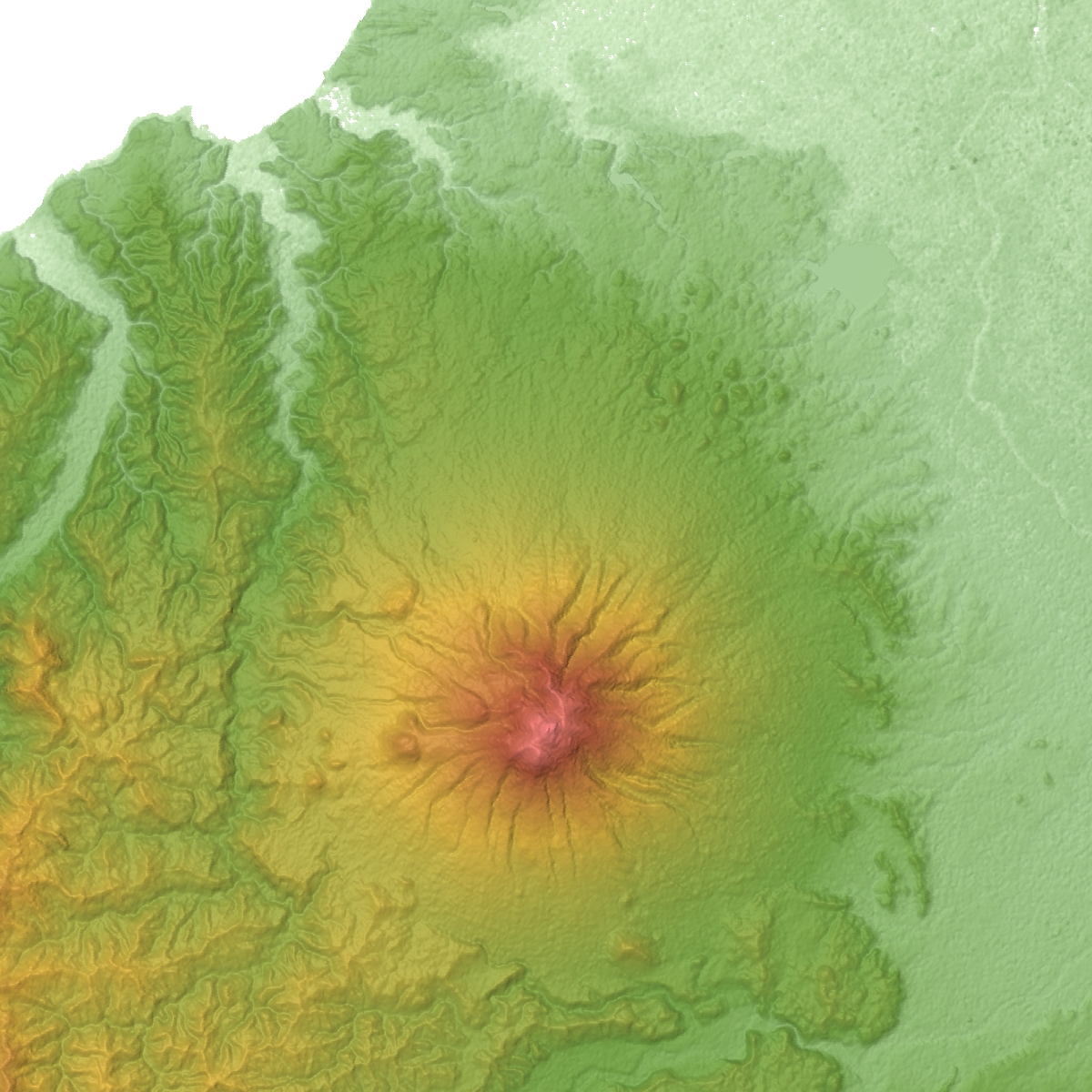
岩木火山の山体地形図

岩木山（日语：／）是位在日本青森縣弘前市與西津輕郡鰺澤町的成層火山。標高1,625公尺，從津輕平原的任何地方都可見的青森縣最高峰。山頂由岩木山・鳥海山・嚴鬼山（岩鬼山）的三峰所形成。圓錐形的山容，所以也被稱作津輕富士（つがるふじ），當地民眾又稱之為「お岩木（山）」、「お岩木様」。日本百名山、新日本百名山之一。

## 概要
岩木山是圓錐形的成層火山，山頂由三峰組成，從弘前側所見的右邊為巌鬼山（岩鬼山）、左邊為鳥海山，兩者是火山活動形成的外輪山一部分。三峰中心的岩木山是鐘狀型中央火口丘，山頂設有一等三角點。山頂原先是直徑800公尺的破火口，之後形成熔岩穹頂，演變成現在的三峰。熔岩穹頂的形成不到一萬年。岩木山西麓與南麓有3個側火山，山腰也有許多爆裂火口。山頂往東北方赤倉澤的馬蹄形火口顯示大規模的山體崩塌，東北山麓的岩屑堆積物受到過去崩塌的影響，形成流動山丘地形。岩木山地質以安山岩（SiO2 56 - 64%）為主。
由於是較新的火山，高山帶與闊葉林帶之間沒有針葉林帶，而是岳樺往矮小化演變的特殊景色。高山植物有特有種陸奥小櫻（ミチノクコザクラ）與本州較少見的松毛翠等。
是稱作津輕富士的鄉土富士，太宰治形容其山容「十二単を拡げたようで、透き通るくらいに嬋娟たる美女」。與富士山一樣是山岳信仰的對象，山頂有岩木山神社奥宮。江戶時代作為弘前藩的鎮守山，歷代藩主的捐獻使得岩木山神社社殿十分莊嚴，又稱「奥之日光」。
山域在1975年（昭和50年3月31日）指定為津輕國定公園，南麓2,587公頃的高原則指定為青森縣的岩木高原縣立自然公園。

## 火山活動史
西元1600年以前的活動欠缺紀錄，氣象廳分析山頂的熔岩穹頂不到1萬年。約1萬2000年前以後的活動以山頂噴發為主。
- 70萬年前 - 山體崩塌[12]。
- 30萬年前至20萬年前 - 反覆噴發與山體崩塌[13]形成山體。
- 20萬年前至1萬年前 - 山麓形成側火山[12]。
- 約5萬年前起 - 形成西法寺森熔岩穹頂、岩木山頂西與鳥海山穹頂、山頂穹頂與中央穹頂[14]。
- 約6000年前 - 岩漿噴發（岩木山頂西與鳥海山穹頂）[3]。
- 約3000年前 - 岩漿噴發[3]。
- 約2000年前 - 岩漿噴發。形成鳥之海熔岩穹頂[3]。
- 1600年（慶長5年）2月22日 - 鳥之火口噴發水蒸氣[3]。
- 1618年（元和4年）1月31日 - 水蒸氣噴發[3]。
- 1782年(天明2年）11月-1783年（天明3年）6月 - 水蒸氣噴發[3]。天明大饑荒遠因之一。
- 1845年（弘化2）4月4日 - 噴煙、硫磺噴出[3]。
- 1863年（文久3）3月23日 - 小規模水蒸氣噴發[3]。

## 山岳信仰

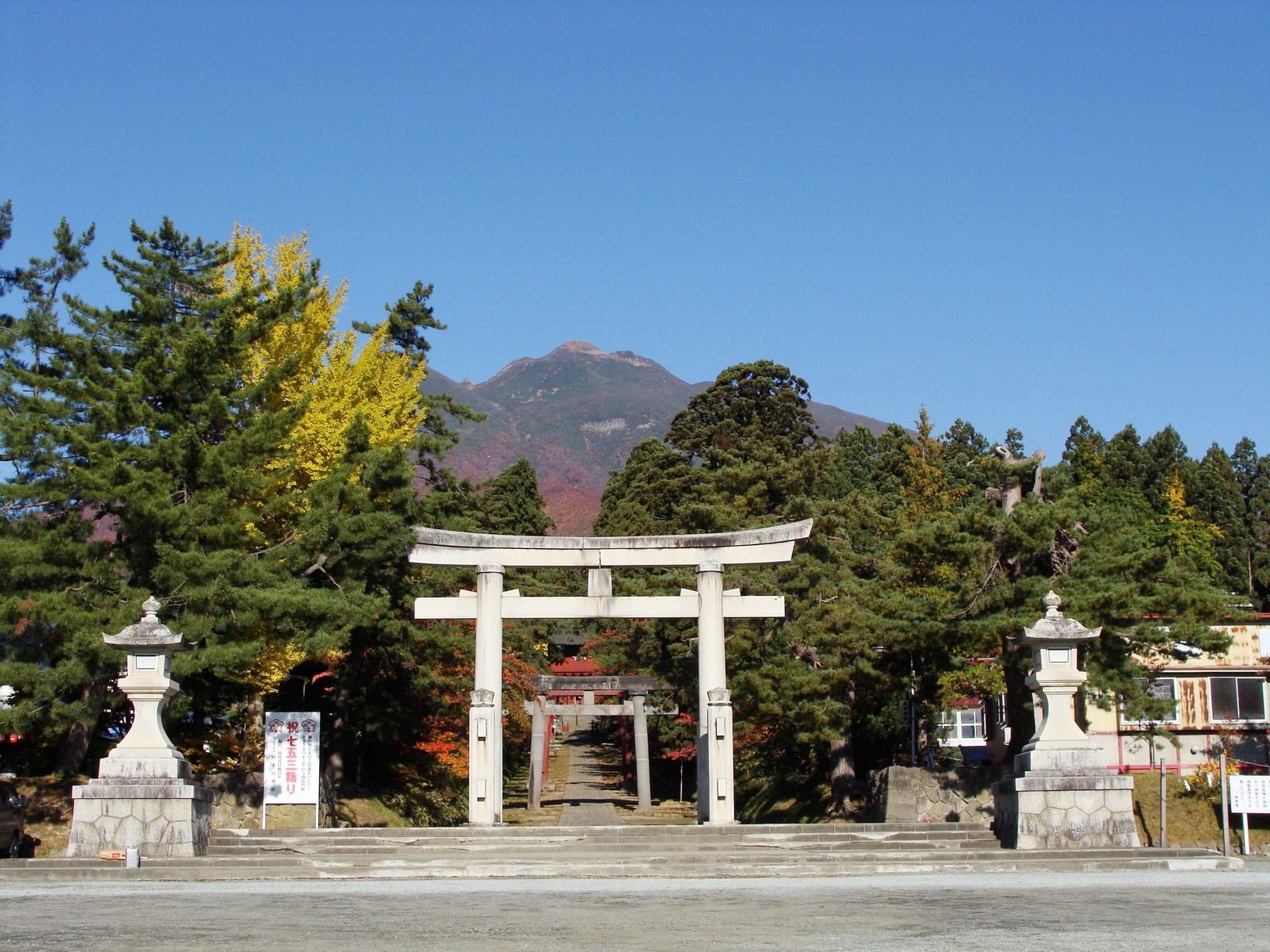
東南麓的岩木山神社

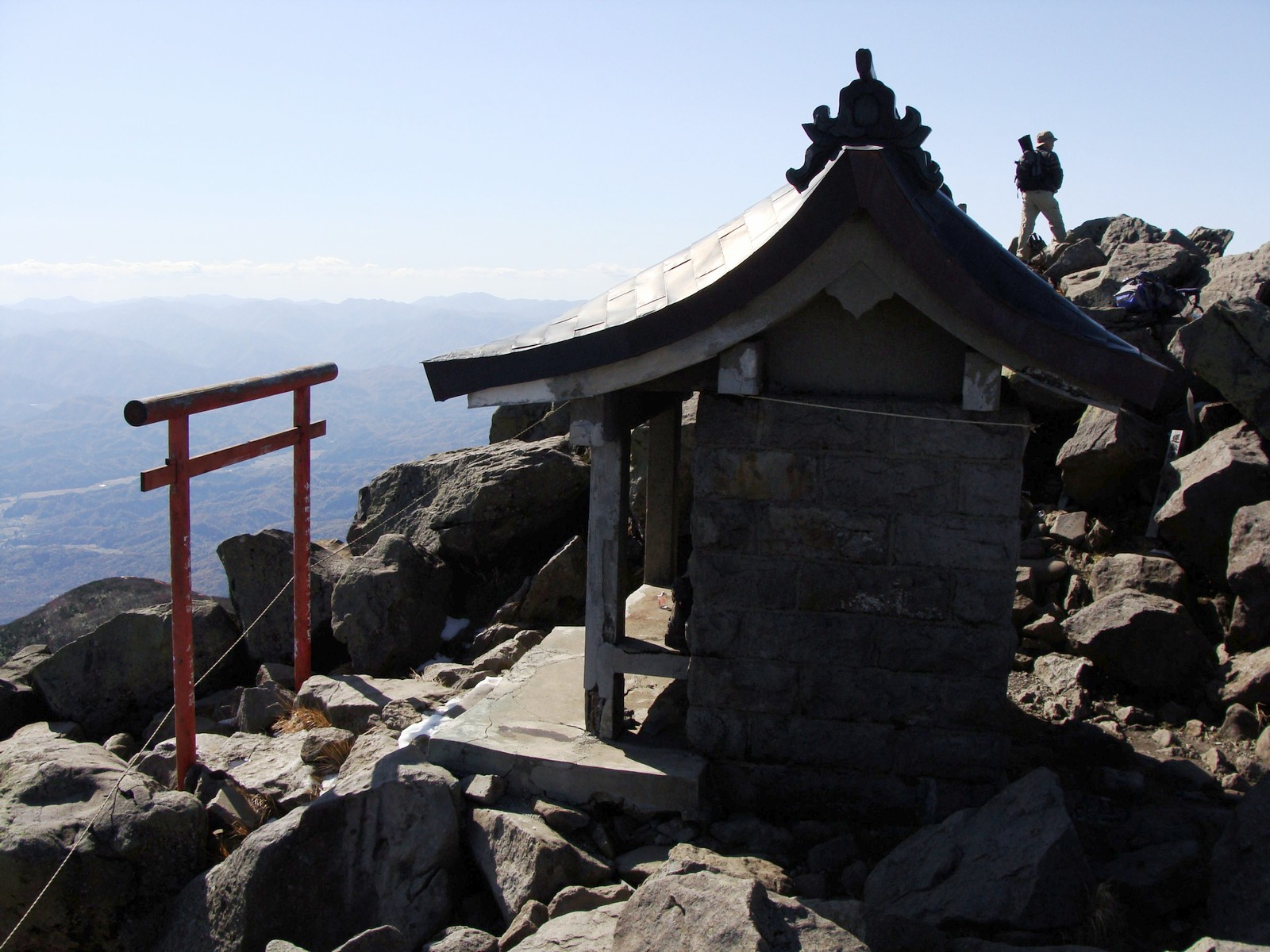
山頂的岩木山神社奥宮

岩木山古時是山岳信仰的對象，山頂有岩木山神社奥宮。岩木山神社祭祀五大柱之神的岩木山大神。根據古時傳說安壽和廚子王丸，安壽祭祀於岩木山，因此岩木山之神厭惡丹後國人。丹後國人進入本地時，天氣會變的惡劣，船隻無法出入。安政5年5月24日的布令也要求當地居民趕走丹後國人「頃日天気不正に付、御領分へ丹後者入込候哉も難計に付右体之者見当候者、早速送返候様、尚亦諸勧進等も吟味仕候様被仰付候間、御家中竝在町寺社共不洩候様、此段被申触候以上。御目付」。
山頂的神社奥宮在夏季有職員常駐，販售御守與登頂紀念手拭。在五所川原市市浦地區，也有前往附近的三角錐型小山靄山（標高152公尺）來參拜岩木山的習俗。市浦地區的靄山有岩木山神社，別名「脇本岩木山」。

### 山地參拜
岩木山神社在每年舊曆8月1日舉行的例大祭「山地參拜」（ヤマカゲともいう）是津輕地方最大的農作祈願祭，為國家重要無形民俗文化財。許多民眾為祈求五穀豊收與居家安全而在深夜集體登山參拜日出。參拜時所吟唱的句子源自於修驗道。山地參拜傳聞起源於鎌倉時代初期，但未有證據佐證。現在參拜的形式成型於江戶時代中期（1719年）。當時8月1日能入山的只有藩主。明治時期以後一般人才能前往參拜。
山地參拜分成向山（むかいやま）、宵山（よいやま）、朔日山（ついたちやま）三日行程。初日的「向山」，人們沿著岩木山神社參道一路上行。第2日的「宵山」，參拜者身穿白裝，配合登山囃子喊著｢サイギ、サイギ」，舉著黃金色御幣與彩色旗幟前往岩木山神社。第3日的「朔日山」為舊曆8月1日，參拜者在深夜登山，在山頂等待參拜日出。在岩木山神社向神明報告後，跳著「バダラ」舞返家。該舞代表了參拜結束的喜悅，也意味著岩木山神靈將力量寄宿於參拜者。
- 登山時的唱文
  - 懺悔懺悔（サイギサイギ） - 懺悔過去的罪過[4]。
  - 六根懺悔（ドッコイサイギ） - 捨去目、耳、鼻、舌、身、意六根的迷惘[4]。
  - 御山八大（オヤマサハツダイ） - 指觀音菩薩、彌勒菩薩、文殊菩薩、地藏觀音、普賢菩薩、不動明王、虛空藏菩薩、金剛夜叉明王[4]。
  - 金剛道者（コウゴウドウサ） - 指如金剛石堅定不動的信仰[4]。
  - 一々礼拝（イーツニナノハイ） - 禮拜八大柱的神佛[4]。
  - 南無帰命頂礼（ナムキンミョウチョウライ） - 歸依神佛並遵從其意志[4]。
- 下山時的唱文
  - 跋折羅（バダラ、バサラ） - 極端にはしゃぐこと[4]。「いい山かげた朔日山かげた。バダラ、バダラ、バダラヨー」といいながらバダラ踊りを踊る[4]。

### 周邊的山
- 白神岳
- 森吉山
- 八甲田山
- 岩手山

### 周邊的溫泉
- 嶽溫泉
- 湯段溫泉
- 百澤溫泉

## 關連項目
- 津輕國定公園
- 都道府縣最高峰 - 青森縣
- 鄉土富士 - 津輕富士
- 日本百名山、新日本百名山、東北百名山、一等三角點百名山
- 岩木山神社

## 外部連結
- 國土地理院 地圖閱覽システム 2万5千分1地形圖名：岩木山（弘前） （页面存档备份，存于）
- 氣象廳：岩木山
- 岩木山觀光協會 （页面存档备份，存于）